# Ranella gemmifera
Ranella gemmifera is een slakkensoort uit de familie van de Ranellidae. De wetenschappelijke naam van de soort is voor het eerst geldig gepubliceerd in 1889 door Euthyme.